# 테슬라 (기업)
테슬라(영어: Tesla, Inc.)는 미국 텍사스주 오스틴에 기반을 둔 전기자동차 회사이다. 2003년, 마틴 에버하드(CEO)와 마크 타페닝(CFO)이 창업했다. 2004년 페이팔과 ZIP 2 의창업자이던 일론 머스크가 투자자로 참여했고 몇 년 후에 일론 머스크가 최대주주로 회장이 되었다. 회사 이름은 물리학자이자 전기공학자인 니콜라 테슬라를 기리기 위해 지었다. 2010년 6월 나스닥에 상장되었다.

## 매출
테슬라는 2023년에 180만 8,581대의 차량을 판매했으며, 이는 2022년에 비해 37.65% 증가한 것이다. 2012년부터 2023년 Q3까지 테슬라의 세계 판매량은 4,962,975대 이상이었다. SMT PACKAGING 에 따르면, 2023년 기준 테슬라의 판매량은 전세계 전기차의 약 12.9% 를 차지했다.

## 차량 모델
일부 차량은 이름 엠블렘을 부착하지 않는다. 참고로 모델 S, 모델 3, 모델 X, 모델 Y의 차량 이름 글자를 합치면 SEXY가 된다고 한다.

### 생산 중
- 모델 S
- 모델 3
- 모델 X
- 모델 Y
- 사이버트럭
- 세미 트럭

### 미출시 모델
- 로드스터 (2020년형)

## 에너지 스토리지 사업
- 메가팩: 대용량 에너지 스토리지 모델이다. 최대 3MWh의 에너지 용량으로 1GWh 이상의 대규모 프로젝트를 지원할 수 있다. 최근 애플이 태양광 연계 에너지저장장치를 캘리포니아 중부에 설치한다고 발표하면서 테슬라 메가팩을 사용하는 것으로 알려졌다.[5]
- 파워월: 파워월은 테슬라의 가정용 에너지 스토리지 모델이다. 1기의 전력 용량은 13.5kWh이다. 파워월을 태양광 패널과 연결하여 전기를 저장하면, 테슬라 차량 충전에도 사용할 수 있고 가정에 필요한 전기로도 사용할 수 있다.[6]
- 솔라 루프: 솔라 루프는 파워월 함께 번들로 제공되는 소형 가정용 배터리로 연중무휴 에너지 보안을 제공합니다. Solar Roof로 생산한 에너지를 저장하므로 밤이나 정전 중에도 언제든지 집에 전력을 공급할 수 있습니다.

## 시설
회사 본사 이외에, 테슬라는 차량 생산과 부품 생산을 위한 여러 공장을 운영하고 있다. 또한 세계 여러 곳에 자동차 전시장과 갤러리를 두고 있다.
| 이름          | 개설 | 도시                  | 국가 | 종업원 수 | 제품                                                                                | 비고                                          |
| ------------- | ---- | --------------------- | ---- | --------- | ----------------------------------------------------------------------------------- | --------------------------------------------- |
| 테슬라 팩토리 | 2010 | 캘리포니아주 프레몬트 | 미국 | 10,000    | Tesla Model S Tesla Model 3 Tesla Model X Tesla Model Y                             |                                               |
| 기가 네바다   | 2016 | 네바다주 스토리카운티 | 미국 | 7,000     | 리튬-이온 배터리                                                                    | Gigafactory 1                                 |
| 기가 뉴욕     | 2017 | 뉴욕주 버팔로         | 미국 | 800       | Photovoltaic cells Solar panels Solar shingles 슈퍼차저 장비                        | Gigafactory 2.                                |
| 기가 상하이   | 2019 | 상하이                | 중국 | 2,000     | Tesla Model 3 Tesla Model Y                                                         | Gigafactory 3. 테슬라의 첫 미국 외 기가팩토리 |
| 기가 베를린   | 2021 | 베를린                | 독일 | 4,000     | 리튬-이온 배터리 Tesla Model Y                                                      | 테슬라의 첫 유럽 기가팩토리                   |
| 기가 텍사스   | 2022 | 텍사스                | 미국 |           | Tesla Model S Tesla Model X Tesla Model 3 Tesla Model Y Tesla Cybertruck Tesla Semi | 테슬라의 2번째 본사                           |

## 슈퍼차저

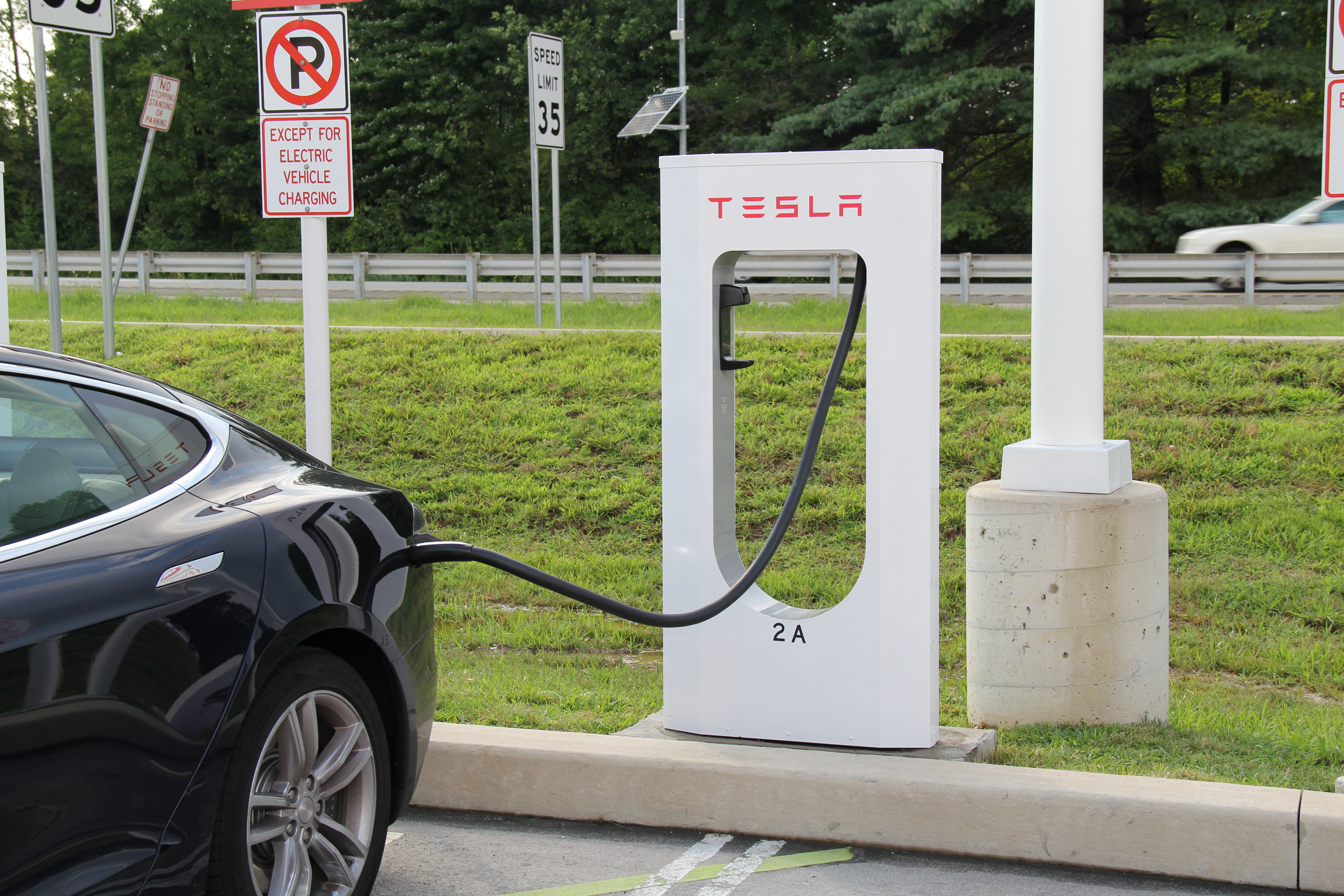
테슬라 수퍼차저 충전기

테슬라 슈퍼차저는 2012년부터 테슬라 모터스가 전세계에 설치한 급속 충전소를 말한다. 테슬라 차량을 구입한 사람들은 수퍼차저만 이용할 경우 연료비가 0원이다. 테슬라의 급속충전 규격은 대부분의 자동차 회사들이 따르는 DC콤보-1(CCS)이나 일본에서 주로 사용하는 차데모 규격이 아닌, NACS라는 독자 규격이다. 2016년 4월 6일 현재 전세계에 613개의 수퍼차저에 3,600개의 수퍼차저 충전기가 설치되어 있다. 북아메리카 259개소, 유럽 222개소, 아시아/태평양에 119개소가 있다. 오는 2017년까지 2배인 7200개로 늘릴 계획이다. 한국에는 2017년 5월 25일 처음 공개 시행하였다. 12월 31일 기준 14개 수퍼차저가 건설되었고, 2018년에는 25개, 2020년에는 33개였으며, 2021년에는 V3급 수퍼차저가 오픈하며 기존 수퍼차저 포함 총 60곳을 건설할 예정이다.
수퍼차저는 480V의 직류(DC) 급속충전소다. 2015년 기준으로 홍콩이 수퍼차저 밀도가 가장 높다. 8곳의 수퍼차저 충전소에 36대의 수퍼차저 충전기가 설치되었다. 대부분의 홍콩 테슬라 모델 S 운전자는 20분 이내의 거리에 수퍼차저를 이용할 수 있다. 수퍼차저는 120kWh 직류(DC) 방식이어서 충전시간이 훨씬 단축된다. 배터리 용량 90kWh의 테슬라 모델 S를 수퍼차저에서 충전할 경우 40분이면 80%가 충전되고, 완충에는 75분이 걸린다. 따라서 수퍼차저를 이용해 테슬라 모델 3를 충전하면 21분이면 80% 충전되고 40분이면 완충된다.
최근 테슬라는 전기자동차 인프라를 확대하기 위해 수퍼차저 특허를 개방했다. 누구나 수퍼차저 충전 시스템을 쉽게 만들 수 있도록 하기 위해서다. 이 때문인지, 2023년 하반기 들어 여러 자동차 회사들이 테슬라의 NACS 규격을 도입하고 있다.

## 수퍼차저 V3
2021.4.1부터 시행. 5분 충전에 120km를 갈 수 있게 충전. 테슬라 오너들이 공유하기로 200KW를 넘겼다고도 한다. 최대 225KW. 수퍼차저의 가장 큰 특징인 프리컨디셔너닝 (예열) 과정. 예를 들어 테슬라 맵에서 수퍼차저 위치를 미리 검색한 후, 출발하면 가는 동안 예열을 하기 때문에 충분히 예열될 수록 충전 효율이 높아진다고 한다. 2021년 27곳에 설치할 예정.

## 탄소배출권 거래
테슬라는 전기차만을 만들기 때문에 탄소배출권을 받게된다. 이를 탄소배출권이 부족한 다른 완성차 업체에 팔아서 2020년에 15억8천만 달러 (약 1.7조원)의 수익을 만들었다. 2019년 탄소배출권 거래 수익인 5억9천4백만 달러 대비 1.7배가량 증가한 수치. 탄소배출권 거래로 얻은 수익을 통해 2020년 연간 실적이 7억2천1백만 달러 (약 8천억원) 순이익이 났다. 테슬라 흑자를 기록한 것이 2020년이 처음.

## 같이 보기
- 루시드 모터스
- 비야디 자동차